# Centre Rideau
Le Centre Rideau est un centre commercial à trois étages dans la rue Rideau, au centre-ville d'Ottawa, dans l'Ontario, au Canada. Il côtoie la rue Rideau (et le Marché By), le Canal Rideau, le pont Mackenzie King et rue Nicholas.	

## Histoire
À l'époque de sa construction en 1981 et 1982, le Centre Rideau fut le sujet d'une certaine polémique: beaucoup de gens opposaient la destruction de plusieurs édifices historiques dans la rue Rideau, comme le magasin Metropolitan, le restaurant Del-Mar, le théâtre Rideau etc. D'autres craignaient l'effet d'une croissance de la circulation individuelle et du transport en commun sur le quartier. Le magasin Eaton, l'un des partenaires dans le développement, créa une controverse de plus quand il essaya de rebaptiser le centre en "Centre Rideau Eaton" durant la construction ; la compagnie laissa tomber ce plan face à la résistance locale contre le changement du nom.
Le Centre Rideau a ouvert ses portes le 16 mars 1983.

## Description
Le Centre Rideau est aujourd'hui l'un des grands centres du commerce et du transport au centre-ville d'Ottawa. Sa proximité aux magasins dans le Marché By et dans rue Rideau, et le fait que son endroit est proche de la plupart des attractions majeures de la ville, contribuent à son statut comme l'une des destinations touristiques et commerciales les plus importantes de la région.
Le complexe du Centre Rideau inclut à peu près 180 détaillants, l'hôtel Westin, un parc sur les toits, des salles de cinéma et le Centre des congrès d'Ottawa. Avec 66 668 m2 de superficie, il est le quatrième centre commercial dans la région de la capitale nationale (derrière le Centre St. Laurent, Les Promenades de l'Outaouais et le centre commercial Bayshore). Dans un avenir proche, des expansions considérables du Centre Rideau ainsi que du Centre des congrès sont envisagées.	 
Le Centre Rideau possède un jardin sur ses toits qui offre des vues d'une partie du Marché By, du Canal Rideau, du Château Laurier et de la Colline du Parlement. Durant l'annuel Festival canadien des tulipes, le jardin est plein de fleurs de ce type.
Le Centre Rideau et l'édifice de la défense nationale voisin sont tous les deux desservis par la station Mackenzie King du Transitway de l'OC Transpo, qui est desservie par plusieurs lignes d'autobus importantes. Il est possible qu'elle sera un jour une station sur une ligne d'expansion de l'O-Train.